# Notomithrax spinosus
Notomithrax spinosus är en kräftdjursart som först beskrevs av Edward John Miers 1879.
Notomithrax spinosus ingår i släktet Notomithrax och familjen maskeringskrabbor. Inga underarter finns listade i Catalogue of Life.